# 迷你忍者
《迷你忍者》是由IO Interactive开发并由Eidos Interactive于2009年发行的动作冒险游戏，支持Microsoft Windows、任天堂DS、PlayStation 3、Wii以及Xbox 360。游戏的Mac OS X版本由Feral Interactive于2010年7月8日发布。2011年12月，游戏宣布网页游戏版将支持Google Chrome。
《迷你忍者》在2012年推出了Kinect/Xbox Live Arcade衍生版，另一款名为《迷你忍者手游》的无尽跑酷游戏于2013年3月发布，支持iOS、Android智能手机和平板电脑。Shield Android TV版本于2017年发布。

## 游戏玩法

Wii版Hiro的游戏截图

《迷你忍者》是一款线性第三人称动作冒险游戏。它有六个可使用的迷你忍者角色，每个人都有自己独特的能力、武器和技能。玩家可以收集特殊武器，包括蒺藜、手里剑、各种炸弹、鱼竿、多功能忍者帽，以及各种药剂和食物。主角Hiro可以施法，包括火球和闪电攻击、伪装和时间操纵；他也可以操纵灵魂，比如在短时间内控制动物。咒语用气施法，气可以被敌人拾起，也可以用药剂补充。
《迷你忍者》中的敌人是被对手施了魔法的动物，他们变成了武士。当敌人被击败时，诅咒被打破，敌人就会回到他们以前的动物形态，并且可以帮助玩家。例如，棕熊可以用爪子攻击，疣猪可以向敌人冲锋，熊猫可以猛地将人摔在地上。所有的动物都有敏锐的嗅觉，能在容易被忽视的地方发现材料和收藏品。游戏中的其他敌人还包括鬼魂，它们会靠近玩家并试图耗尽他们的生命。
在整个游戏旅程中，玩家可以收集硬币和配料，如蘑菇、鲜花和人参根。他们可以把这些硬币换成武器和来自天狗，乌鸦一样的人形生物的配方，他们也可以提供任务和建议。在树上或灌木丛中发现的水果可以通过摇动灌木丛或树干来收获，这可以恢复健康值。像寿司这样的其他食物也有同样的作用。
古老的神龛散布在世界各，每个神龛都有一个卷轴，会赋予弘一个新的咒语。整个游戏中还隐藏着100尊吉佐雕像，这些雕像可以用来收集特殊成就或奖杯。

## 情节
在古代日本，自从邪恶的武士军阀Ashida被一位睿智的忍者大师击败后，和谐的和平时代就存在了。在Ashida失败后，忍者大师在荒野神龛里的各种卷轴中隐藏了Kuji魔法的秘密，它赋予了一种对自然的力量。三个世纪后，在忍者山，忍者大师在山上的天狗居民的帮助下训练了六个忍者孤儿。这些忍者中最年轻的Hiro拥有控制Kuji魔法的力量。Hiro和他的朋友们平静地生活在山上——笨手笨脚但很强壮的Futo、吹长笛的Suzume、弓箭手Shun、虎头蛇尾的Tora和挥舞长矛的Kunoichi。
整个乡村开始发生神秘事件，包括动物失踪和在荒野中看到装甲武士，持久的和平开始慢慢地被侵蚀。忍者大师最终得知Ashida已经归来，并使用Kuji魔法将森林动物变成死亡武士。忍者大师派Kunoichi，Tora，Shun和Suzume去调查Ashida的军队，但所有人都被敌人俘虏。忍者大师在教Hiro如何从全国各地隐藏的神殿学习苦行咒语之后最终忍痛派出了最后两位忍者Hiro和Futo。Hiro和Futo从武士手中救出了Suzume，并潜入了土城堡（Earth Castle），他们打败了一个巨大的武士首领；随后，城堡爆炸，Ashida才意识到新忍者的存在。
Hiro和朋友们继续在荒野中前进，他们遇到了许多危险，包括具有独特力量的新品种武士，以及试图窃取他们生命力量的折磨鬼魂。一路上，他们找到并营救了Shun、Tora和Kunoichi，帮助他们脱离了武士的魔掌。忍者们到达了夜城堡（Night Castle）并击败了最终Boss，随后在水城堡（Water Castle）和雪城堡（Snow Castle）中都击败了最终Boss。怒不可遏的Ashida嘲讽忍者们并让他们前往位于火山顶上的要塞来与其决战。忍者们到达了Ashida的城堡，Ashida用Kuji魔法改变了城堡，把它变成了一个巨大的怪物。忍者们潜入了城堡，在那里Hiro与Ashida进行对抗并击败了他，Ashida最终在火山中倒下身亡。世界恢复了和平，忍者们胜利地返回了忍者山。

## 开发与发行
《迷你忍者》于2009年1月19日发布，同时发布了首款官方预告片。开发人员对于此游戏的初衷是制作一款可以“与孩子们一起玩”的游戏。

## 游戏评价
《迷你忍者》的评价褒贬不一。
《GameSpot》将此游戏评为7.5分（满分10分），并评论道：“无论您年长或年幼，这些小忍者及其漫长的旅程都会让人很喜欢。”。《IGN》为PS3版本评分8分（满分10分），并认为这种“家庭友好的忍者游戏”是“非常令人惊喜的”。《卫报》将游戏评为4星（共5星），认为该游戏“恒久的魅力使其玩起来让人冷静甚至放松”，并且“任何观看《迷你忍者》比赛的父母都难以抗拒游戏的诱惑。”

## 其他媒体

### 《迷你忍者大冒险》
2012年3月，持有Eidos Interactive的史克威尔艾尼克斯在欧洲为《迷你忍者：Hiro的冒险》（Mini Ninjas: Hiro's Adventure）申请了商标，并创建了域名“minininjashirosadventure.com”。后游戏宣布更名为《迷你忍者大冒险》（Mini Ninjas Adventures），这是一款由Sidekick工作室开发，专门为Xbox Live Arcade开发的Kinect衍生游戏，于2012年6月29日发布。

### 《迷你忍者手游》
《迷你忍者手游》由史克威尔艾尼克斯从PC版移植而来。

### 《迷你忍者》动画系列
4Kids娱乐公司在2009年获得了《迷你忍者》的跨媒体制作权，2013年，Cyber Group Studios制作的动画改编版《迷你忍者》系列宣布将正式推出。